# KN-24
KN-24、正式名称火星砲-11B（朝鮮語: 《화성포-11나》형; 漢字表記: 火星砲 11나型） （火星-11改良型） とは、朝鮮民主主義人民共和国（以後、北朝鮮）の固体燃料式戦術弾道ミサイルである。

## 設計
KN-24の外観はアメリカ合衆国の戦術弾道ミサイルであるMGM-140 ATACMSのそれに類似しており、戦場における作戦支援という運用目的も類似していると考えられている。ただ、折り畳み式の操舵翼を有するATACMSと異なりKN-24の操舵翼は固定式であるため、長方形キャニスターから発射する必要がある。
KN-24は準弾道軌道を飛行するミサイルであり、スカッドなどの弾道軌道を描いて飛行する従来の短距離弾道ミサイル（SRBM）とは異なり十分な濃度の大気が存在する高度50km付近で比較的平坦な軌道を取りながら、操舵翼を動作させて飛行中に進路を変更し、目標に対して急降下することも可能である。ミサイルの着弾精度を示す平均誤差半径（CEP）は衛星誘導を併用した場合で100m、慣性航法装置（INS）のみを使用した場合は200mとされる。また、弾頭には400 - 500kgの単一弾頭もしくはクラスター爆弾弾頭を搭載できると推定されている。弾頭は分離せず、ロケットモーターと弾頭が一体のまま目標へ突入する。
KN-24は低空を飛行しつつ複雑な軌道をとることから、従来のミサイル防衛システムによる探知・迎撃は困難とされる。攻撃側としては、高い着弾精度を活かして従来よりも少ない数のミサイルで目標を破壊することが可能となる。これらのことからKN-24は、北朝鮮が従来保有してきた液体燃料式ミサイルである火星5及び火星6を置き換える可能性が高い。
先述したようにKN-24の外観はATACMSと類似しているが、KN-24の方がかなり寸法が大きいほか、ジェットベーンの存在が確認されている。このことから、KN-23と同じく北朝鮮の潜水艦発射弾道ミサイル（SLBM）の1つである北極星1号（KN-11）と同一の固体ロケットモーターを使用していると考えられているほか、外観や発射方式のみATACMSを模倣した可能性こそあれど、技術的にはむしろ後述するイスカンデルMの技術的要素が強いKN-23の派生型であるとみられている。発射に用いられるコンテナは幅1.26m、輸送起立発射機（TEL）の車輪径は0.78mと推定されており、これは北極星1号の派生型で準中距離弾道ミサイルである北極星2号（KN-15）のTELと同様である。なお、北朝鮮が公表したKN-24発射機を写した画像の多くは加工されており、実際より発射機を大きく見せている疑いがある。
北朝鮮の戦術弾道ミサイルとしては先述したKN-23がすでにあり、KN-24は役割や性能がKN-23と重複している。本来であれば、KN-23を配備した直後に性能や役割が重複する同種のミサイルを開発する理由はないはずであるが、実際にはKN-24が開発されている。しかし、朝鮮中央通信のミサイルに関する報道の分析結果によると、KN-23は外観の類似が指摘されるロシアのイスカンデルMとは異なるものの、開発過程に外国勢力が関与している、あるいは外国製の部品が使用されている可能性が高い。というのも、KN-23に関する報道は配備過程や性能、新規性に焦点が置かれているのに対し、KN-24に関する報道は最初の発射実験に至るまでの研究開発の過程に焦点が置かれている。また、報道においてKN-24に対しては「朝鮮式の主体弾」という呼称が用いられている一方、KN-23に対しては用いられていない。
これらを総合して、KN-24は発表された時点では研究開発段階であった一方、KN-23は火星10（ムスダン）のように配備後しばらく実験が行われておらず、発表前にはすでに開発及び限定的な配備が完了しており、その過程に何らかの形で外国勢力が関与している可能性が高いと結論付けられている。
2021年に行われた国防展覧会「自衛2021」においてKN-24の展示が行われ、その際に北朝鮮における正式名称が「火星砲-11B（화성포-11나）」であることが明らかにされた。「나」（ナ）はハングルのアルファベット順で2番目に当たる文字であり、このことからKN-24は北朝鮮が保有するトーチカ戦術弾道ミサイルの派生型である火星-11（KN-02）の改良型もしくは後継機と考えられている。

## 歴史
KN-24の最初の発射実験は2019年8月10日、北朝鮮東岸の威興付近で行われた。2発のミサイルが発射され、いずれも最高速度2.1km/s（7,600km/h）で400kmを飛行し、高度は48kmに達した。
6日後の同年8月16日、2度目の発射実験が日本海沿岸の通川郡で行われた。発射されたミサイルは230kmを飛行し、高度は30kmに達した。ミサイルは通常よりも高度が低いディプレスト軌道で飛行した。 
2020年3月21日、3度目の発射実験が黄海沿岸の宣川郡で行われた。2発のミサイルが発射され、いずれも410kmを飛行してそのうち1発は幅100mの島に着弾し、高度は50kmに達した。また、この実験ではプルアップ機動の試験が行われた。
2022年1月17日、平壌国際空港付近から2発のKN-24が発射された。いずれも最高速度マッハ5（1.5 - 1.8 km/s）で380kmを飛行し、高度は42kmに達した。今回の発射実験は過去の実験とは異なり、「検収射撃試験」として運用体制及びKN-24量産型の品質・性能を検証するために実施された。

### 実戦使用
KN-24はロシアのウクライナ侵攻において初めて実戦投入された可能性が高い。アメリカ政府が機密解除した情報によると、2023年10月に北朝鮮からロシアへ複数（詳細な数は不明）の弾道ミサイルが引き渡された。ロシア連邦軍は北朝鮮から複数の弾道ミサイルの提供を受けてウクライナ侵攻で使用しており、2024年2月15日に行われたキーウ郊外のブチャへの攻撃にKN-24が使用されたと報じられている。
また、同月16日までにウクライナ側がまとめたデータによると、ロシア軍は北朝鮮から提供されたKN-23及びKN-24を計24発使用しているが、いずれも精度が低いと報告されている。精度が低い要因の1つとして、日本製や欧州製を装った模倣品の部品がKN-23及びKN-24に使われていることが関係しているのではないかと指摘されている。